# Bonnie Blue
Bonnie Blue (née en 1999 ou 2000) est une actrice de films pornographiques anglaise. En 2025, elle affirme avoir eu des relations sexuelles avec 1 057 hommes en une seule journée dans le but d’établir un record mondial. Bonnie suscite la controverse pour avoir tourné des contenus sexuels avec des étudiants universitaires et pour ses commentaires sur les relations avec des hommes mariés. Elle apparaît dans plusieurs podcasts en 2024, ce qui entraîne un retour de flamme sur X ; une apparition suivante dans l’émission This Morning (TV programme) (en) provoque 188 plaintes auprès de Ofcom. En juin 2025, Blue annonce un événement intitulé « zoo de caresses » durant lequel elle prévoit d’être attachée dans une boîte en verre avec pour objectif d’avoir des relations sexuelles avec 2 000 hommes. Elle est, en conséquence, bannie de la plateforme OnlyFans pour non-respect de sa politique sur les « défis extrêmes ».

## Jeunesse
Blue naît à Stapleford, dans le Nottinghamshire. Elle grandit avec sa mère, son beau-père et ses deux demi-sœurs, sans jamais connaître son père biologique. Elle fréquente la Friesland School (en) et envisage de devenir danseuse professionnelle ou sage-femme. Elle suit des cours à Vibez Danceworks à Long Eaton et participe, avec sa sœur, aux Championnats britanniques de danse urbaine en 2015. À l’âge de 15 ans, elle entame une relation avec un camarade de classe ; le couple se marie à Westminster en février 2022, puis déménage en Australie.

## Carrière pornographique
Désabusée par un emploi de bureau classique et inspirée par des réussites sur TikTok, Bonnie devient camgirl ; après avoir gagné 5 000 dollars en une semaine, elle lance une page OnlyFans. Elle devient rapidement connue pour ses vidéos où elle a des relations sexuelles avec des hommes de 18 ou 19 ans. Durant la schoolies week en Australie et la semaine d’intégration au Royaume-Uni, elle publie sa localisation en ligne, permettant à des hommes d’avoir des rapports gratuitement avec elle, à condition qu’ils consentent à ce que l’acte soit filmé et publié en ligne,. Elle affirme également avoir des relations avec des hommes mariés insatisfaits de leur couple.
Elle participe à plusieurs podcasts où elle impute l’infidélité masculine à leurs partenaires féminines ; ces propos provoquent de nombreuses critiques sur Twitter et TikTok, où elle est accusée de misogynie et de contribuer à l’objectification sexuelle des femmes. D’autres l’accusent de manipuler de jeunes hommes naïfs pour les faire participer à ses vidéos, sans égard pour les conséquences à long terme,. Lors d’un entretien avec Cosmopolitan, elle juge « stupides » les interrogations sur le consentement éclairé de ses partenaires, affirmant « on n’a aucun problème à envoyer des jeunes de 18 ans à la guerre ».
Certains estiment que diffuser des pornographies amateures avec des jeunes de 18 à 19 ans soulève des enjeux éthiques. La journaliste Sophie Wilkinson la décrit comme « un rouage dans une machine bien plus vaste ». Blue affirme que ses détracteurs devraient plutôt militer pour un relèvement de l’âge du consentement au Royaume-Uni, et attribue les critiques à l’audience féminine du podcast Saving Grace, ce qui lui vaut de nouvelles accusations de misogynie. GK Barry (en) supprime ensuite l’épisode concerné. Elle réitère ses propos sur les hommes mariés dans The Kyle and Jackie O Show (en).
En novembre 2024, après l’annulation de ses visas en Australie et aux Fidji pour avoir travaillé sans visa approprié, Bonnie apparaît dans l’émission de jour de la chaîne ITV This Morning (en), où elle débat avec la personnalité de téléréalité Ashley James (en) au sujet de la promotion de son contenu. Elle déclare alors gagner 600 000 £ par mois. Cette apparition provoque 188 plaintes auprès de Ofcom. Claire Hubble, du journal i, écrit que la viralité de Blue est « le reflet de l’économie de l’indignation » et compare son succès à celui de Katie Hopkins (en).

### Tentative de record du monde du plus grand nombre de partenaires sexuels en une journée
En janvier 2025, Bonnie Bleu tente de battre le record du monde du plus grand nombre de partenaires sexuels en une seule journée. Elle affirme avoir eu des relations sexuelles avec 1 057 hommes en 12 heures. Le record est précédemment détenu depuis 2004 par l’actrice pornographique Lisa Sparxxx, qui aurait eu des rapports avec 919 hommes en une journée. Les partenaires de Bonnie portent des cagoules, un homme se présente avec sa mère, et le dernier participant remercie l’équipe technique avant de chanter « You've Got a Friend in Me » tiré de Toy Story. Des images montrant des files d’attente et un homme évacué de force par sa mère deviennent virales sur Internet.
Eli Cugini de Dazed critique les tabloïds pour leur traitement de cette cascade, ainsi que de celle de Lily Phillips intitulée I Slept with 100 Men in One Day. Joe Price de Complex affirme qu’il semble exister une « course à la viralité OnlyFans » entre Blue, Phillips et Sophie Rain. Pour Sophie Wilkinson dans Elle, Bonnie et le mouvement 4B incarnent des « réponses extrêmes et médiatisées à notre culture sexuelle », et Blue personnifie l’hypersexualisation. Victoria Smith de UnHerd (en) l’accuse de promouvoir la « misogynie » et la « déshumanisation ». Blue déclare en entretien : « On peut faire ce métier [le travail du sexe] parce qu’on l’aime, parce que c’est un business à un million de dollars » et affirme être soutenue par sa famille.
Felicity Martin de Glamour, Olivia Petter de The Independent et la personnalité télévisuelle Olivia Attwood (en) s’interrogent sur les raisons pour lesquelles Blue et Phillips sont jugées, tandis que les hommes qui font la queue pour coucher avec elles ne le sont pas,,. Petter compare la scène à l’affaire Gisèle Pelicot, où des hommes font également la queue pour « avoir des rapports avec une femme qu’ils ne connaissent pas ». Eva Wiseman de The Guardian écrit : « Les intentions et la morale de ces hommes n’intéressent personne, parce que… c’est normal ! ».
Brit Dawson dans Cosmopolitan qualifie Bonnie Blue et Phillips de « filles belles, blondes et issues de la classe moyenne, quittant leur vie respectable pour entrer fièrement dans l’industrie du sexe » — devenant ainsi des « proies idéales pour les tabloïds » dans un contexte de conservatisme sexuel croissant. Elle affirme que la réaction qu’elles suscitent incarne une « panique morale typique » et que Bonnie représente l’antithèse de la figure traditionnelle de la travailleuse du sexe victime, ce qui lui vaut d’être décrite comme une femme fatale.

## Autres apparitions médiatiques
Une vidéo virale de Blue, filmée devant l’université Nottingham Trent, la montre affirmant être présente pour avoir des rapports avec des « jeunes de 18 ans tout juste majeurs »,. La vidéo, éditée pour inclure le logo du casino en ligne Stake, est diffusée sur X par un compte viral prétendument affilié à l’entreprise. D’après The Daily Telegraph, il est incertain que Blue ait participé à cette publicité,. Des militants anti-jeu saisissent le secrétaire à la Culture du Royaume-Uni pour demander sa censure, invoquant l’exploitation sexuelle pour promouvoir le jeu auprès des jeunes,.
En février 2025, Bonnie publie une story sur Instagram avec une photo de nouilles, de cornichons et de sauce au chocolat, accompagnée du mot « #cravings », puis une série de selfies avec la légende « vibes milf », ce qui alimente des rumeurs de grossesse. Elle admet ensuite qu’il s’agissait d’un canular.
En avril 2025, Blue devient sponsor du club amateur Calstock FC, basé en Cornouailles, avant d’être rapidement évincée. Le mois suivant, Channel 4 annonce un documentaire sur Bonnie Blue. 
En juin 2025, elle annonce puis annule un « zoo de caresses » dans lequel elle prévoit d’être nue et attachée dans une boîte en verre accessible au public, avec pour objectif d’avoir des rapports avec 2 000 hommes. L’idée est critiquée, notamment par Sophie Rain. À la suite de cela, OnlyFans la bannit de sa plateforme pour infraction à sa politique sur les « défis extrêmes »,,. The Economist rapporte que cette exclusion coïncide avec la vente à 8 milliards de dollars de la plateforme et que sa page Wikipédia reçoit plus de vues que celle de Beyoncé, et presque autant que celle de Taylor Swift.

## Récompenses et nominations
| Année | Cérémonie           | Catégorie                                                         | Résultat | Réf. |
| ----- | ------------------- | ----------------------------------------------------------------- | -------- | ---- |
| 2025  | XMA Awards          | Créatrice féminine préférée                                       | Nommée   |      |
| 2025  | Pornhub Awards (en) | Révélation de l’année                                             | Gagné    |      |
| 2025  | XMA Creator Awards  | Vidéo de collaboration garçon/fille de l’année (avec Luke Cooper) | Gagné    |      |